# 겜마티모나스균류
겜마티모나스균류(-菌類)는 겜마티모나스균문(Gemmatimonadetes) 또는 아단포균문에 속하는 세균 문이다. 단일 종으로 이루어져 있다. 2003년 오수처리장치의 활성화된 폐수 속에서 처음 발견했다. 겜마티모나스 아우란티아카(Gemmatimonas aurantiaca)로 명명했으며, 그람-음성균 계열의 막대기 형태의 호기성 균이다.